# Nearchos (Töpfer)

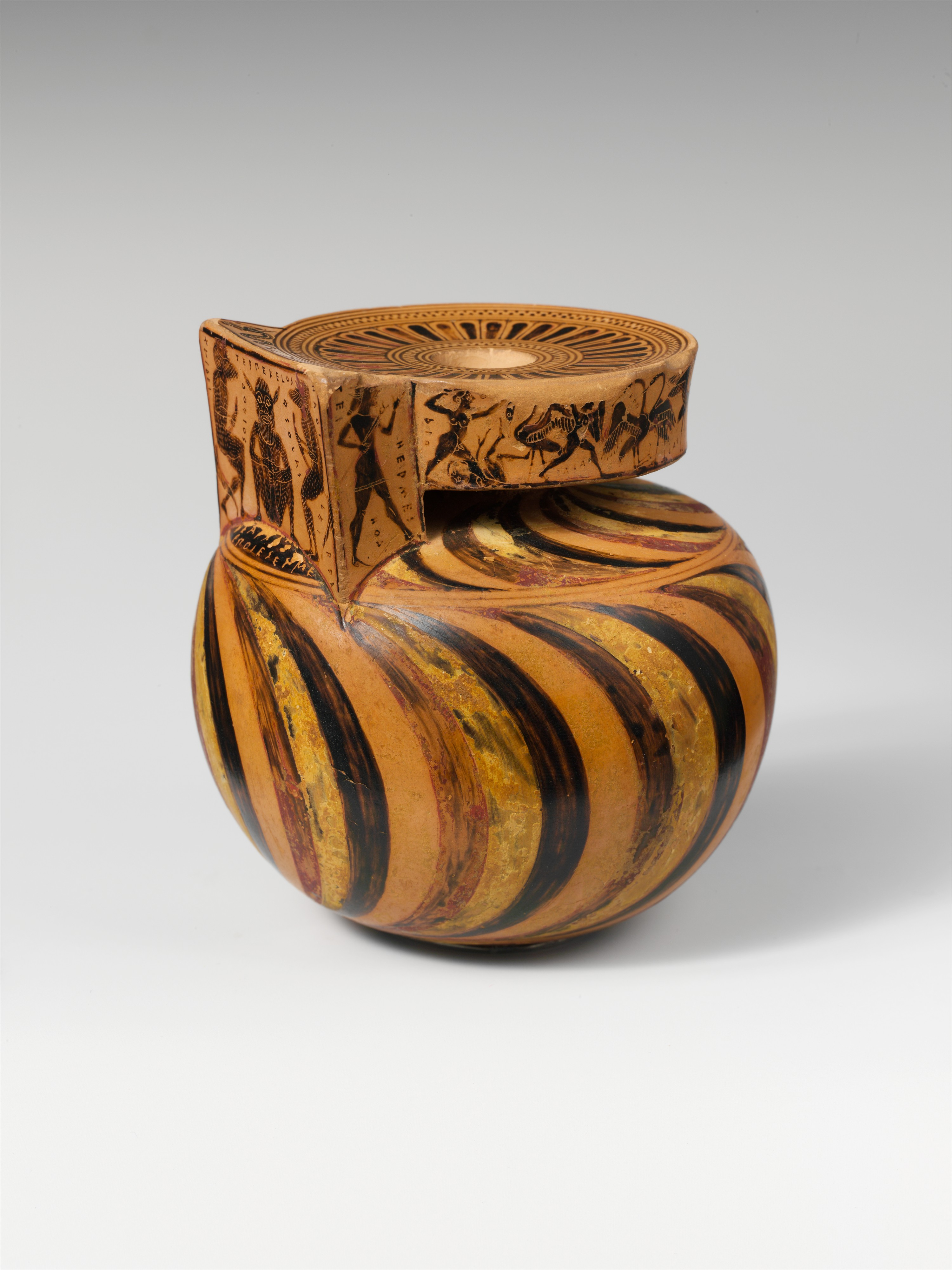
Pygmäen kämpfen gegen Kraniche; von Nearchos als Töpfer signierter Aryballos in New York, Metropolitan Museum of Art 26.49; um 570 v. Chr.

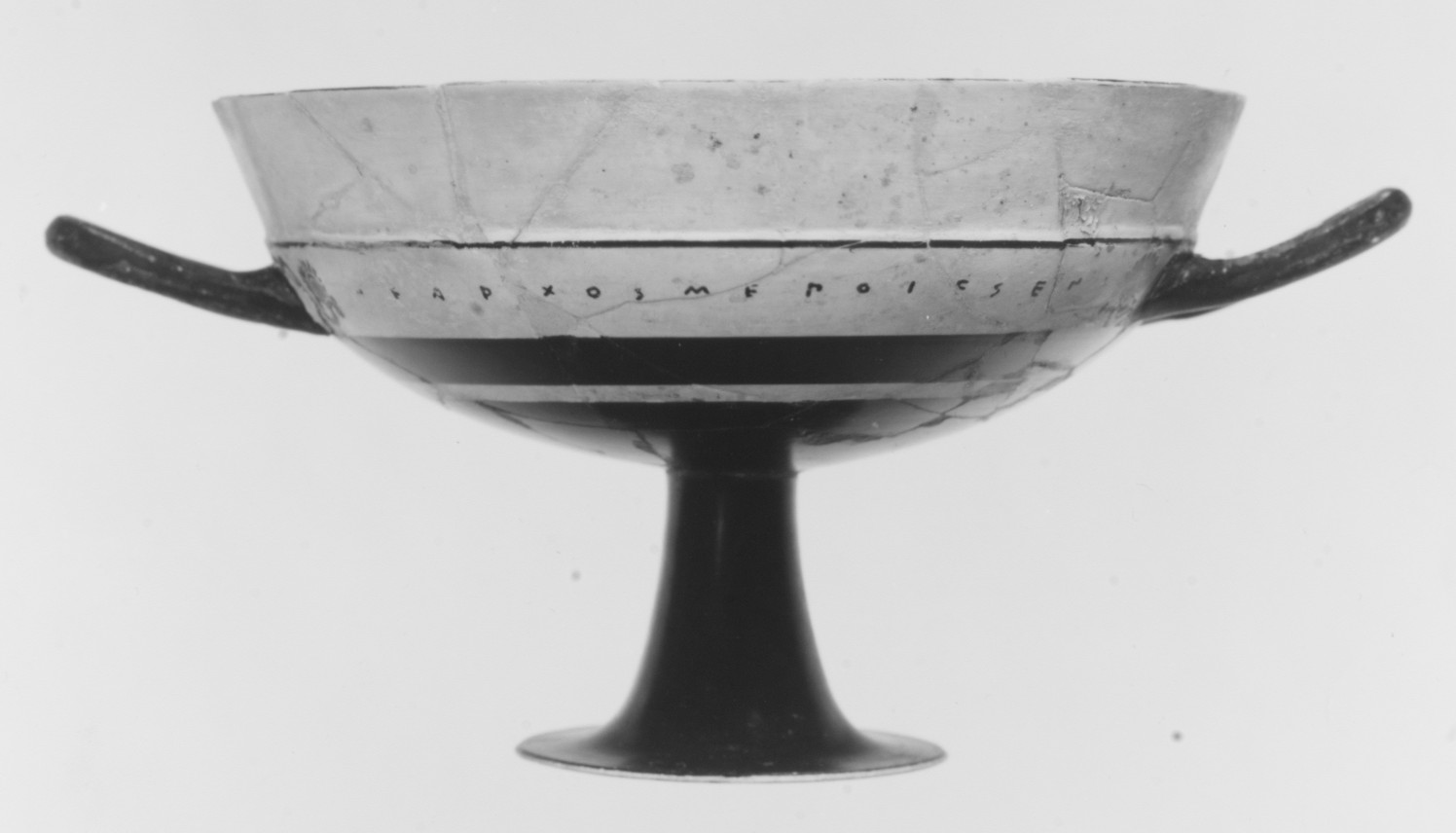
Randschale mit Töpfer-Signatur, New York, Metropolitan Museum of Art 61.11.2, um 560/50 v. Chr.

Nearchos (altgriechisch Νέαρχος) war ein attischer Töpfer und Vasenmaler des attisch-schwarzfigurigen Stils, tätig in Athen um 570 bis 550 v. Chr.
Von Nearchos sind acht signierte Werke bekannt, eines davon signierte er als Töpfer und Maler.
Nearchos steht als Maler dem Maler von Akropolis 606 in manchen Stilelementen, vor allem der Feinheit der Zeichnungen, nahe. Anders als andere Künstler der Zeit schafft es Nearchos teilweise in seinen Werken, seinen Figuren eine Würde zu geben, für die beispielsweise auch der spätere berühmte Maler Exekias bekannt ist. Besonders herausragt ein Kantharos von der Athener Akropolis, den Nearchos sowohl als Töpfer als auch als Maler gearbeitet hat, auf dem er Achill beim Anschirren seiner Pferde zeigt. Kantharoi waren eine seiner beliebtesten Formen. Sie signierte er sowohl als Töpfer als auch als Maler. Er führte auch einige Neuerungen ein, wie den Versuch, einen Pferdekörper mit weißer Farbe zu decken. Seine Experimente kann man nicht immer als geglückt ansehen.
Ein weiteres Gefäß, das seine künstlerische Meisterschaft verdeutlicht, ist ein Aryballos in korinthischen Stil, den er am oberen Rand mit einem Fries aus Pygmäen und Kranichen bemalte. Besonders ist dabei, dass das Gefäß in seiner Gesamthöhe nicht einmal 8 cm hoch ist und der Fries nur einen kleinen Teil der Höhe einnimmt. Von Nearchos sind auch Kleinmeister-Schalen belegt.
Nearchos wird mit einer Stiftung auf der Athener Akropolis in Verbindung gebracht, deren Basisinschrift einen Töpfer (?) des Namens als Weihenden und den Bildhauer Antenor als Ausführenden nennt.  Die zugehörige Statute wird im Allgemeinen mit der sogenannten Antenor-Kore identifiziert. Sollten diese Zuweisungen zutreffen, so muss Nearchos zu einigem Reichtum gelangt und in die Lage versetzt worden sein, die größte der erhaltenen Korenstatuen auf der Akropolis zu stiften.
Sein Söhne Ergoteles und Tleson waren ebenfalls als Töpfer tätig.